# 王复兴 (人大代表)
王复兴（1982年12月—），云南丽江人，纳西族，中国共产党党员。中华人民共和国政治人物、第十三届全国人民代表大会解放军和武警部队代表。

## 生平
2018年，王复兴被选为解放军和武警部队出席第十三届全国人民代表大会代表。